# 시게노 고로
시게노 고로(일본어: 茂野 吾郎)  또는 혼다 고로(일본어: 本田 吾郎)는 미쓰다 다쿠야의 만화 〈메이저〉 및 만화를 원작으로 한 만화 애니메이션 〈메이저〉에 등장하는 가공의 인물이다.

## 성우
- 애니메이션 성우 ( ~ 초등학생) : 쿠마이 모토코
- 애니메이션 성우 ( 중학생 ~ ) : 모리쿠보 쇼타로
- 선데이 CM 극장 : 오오타니 이쿠에

## 프로필
- 포지션 : 투수·포수(토츠카니시 리틀전)·유격수(카이도 입단 테스트)·외야수(꿈의 섬, 또 다른 최종회편)·1루수(미후네 고교전)
- 투타 : 우투우타( ~ 초등학교, 또 다른 최종회편) → 좌투우타(중학교 ~ 메이저 리그)
- 등번호
  - 1(미후네 리틀, 미후네 동중, 세이슈 고교)
  - 3(후쿠오카 리틀)
  - 10(세이슈 고교)
  - 56(애너하임 서몬즈, 쿠거스, 멤피스 배츠, 인디애나 호네츠, 요코하마 오션즈)
  - 25(월드컵 일본대표)
- 생일 : 1988년 11월 5일 (19871105)
- 혈액형 : B형
- 신장/체중 : 184 cm/75 kg
- 악력 : 오른쪽 70 kg/왼쪽 90 kg
- 출생지: 카나가와 현

## 인물
```
주인공 항상 야구 외골수에 바로바로 뜨거워지는 성격이다. 지나치게 한결 같다는 이유로 건방지고 제멋대로인 면도 있지만 이 모두가 야구에 대한 열정 때문이다. 전형적인 ‘에이스 4번’타입의 선수로 재능이 넘쳐나지만 그 이상으로 노력을 게을리하지 않는다. 투지를 전면에 내세워서 항상 전력을 다해 상대를 쓰러트리려고 뜨겁게 달아오르지만 토시야와 같은 꾀에 강해 술수에 빠지면 단번에 냉정함을 잃고 혼자서 설쳐대 폭주하는 때가 많다. 하지만 다행히 리틀, 중, 고, 마이너리그 메이저시절 어느 시기에도 정확하게 침착함을 잃지 않도록 도와주는 서포터들이 있어 고로를 정신적으로 지지해왔다. 대부분 그 역할을 포수가 담당한다. 그 때문에 두뇌 작전이 통용되지 않기 시작해 운이나 흐름을 자기 팀으로 끌어오는 것으로 대부분 중반 이후에 맹렬하게 뒤쫓아온다.
```

```
팀메이트에 대한 배려나 책임감이 강하고 야구 이외에도 시미즈 카오루의 간병을 하는 등 심성은 착하지만 말투가 거칠어 화를 부를 때가 많다. 연애에 대해서는 눈치가 없고 둔하지만 결국 시미즈에게 고백하고 그녀를 소중히 하고 있다.
```

```
또 상처가 악화되는 것을 알면서도 참고 계속 던지는 등 무리를 하기  쉽다. 스스로 바라왔던 역경에 몸을 두려고 할 때가 많아 시합에서도 위기가 닥치면 본령(本領)을 발휘한다. 무서운 것을 알지 못하는 성결대로 투구도 대담 무쌍해서 힘있는 직구 하나로 상대를 포박해 버린다. 고로의 공은 단지 빠른 것 뿐만 아니라 볼끝이 살아 있고 또 장면 장면에서 동기부여의 의해 공에 실려 나오기 때문에 설령 친다고 해도 좀처럼 홈런타가 되지 않는다. 그 뿐만 아니라 타이밍을 맞춰서 쳐도 배트를 부러트릴 정도의 공의 위력과 예리함을 가지고 있다. 중학생 시절에는 연식 야구에 쓰는 공으로 목제 배트를 부러트린 적도 있었다. 단 약점도 있어서 절묘한 몸의 밸런스로 던지기 때문에 몇십구에 1구의 비율로 직구가 된다.
```

```
타격도 부친에게 물려받아 센스를 지니고 있다. 천성에 집중력 지기 싫어하고 승부에 강함 등이 어우러져 거듭되는 중요한 시합에서 홈런타를 날린다. 반면에는 번트를 싫어한다. 3루 도루, 내야 플레이에서도 
태그업
으로 홈 베이스를 향해 달려가는 등 다리도 빠르다. 단 작품에서는 고로의 발이 빠른지에 관한 묘사는 없다.
```

```
덧붙여 이상으로 하는 궁극의 선수로 〈잘 치고, 잘 막고, 삼진도 잘 잡은 프로 야구 선수〉라고 말한다. 또 야구 이외에 축구, 탁구, 수영에도 능숙해서 종합적인 운동 신경이 좋다는 것을 알 수 있다. 그 반면에 카이도 입학 테스트에서 수학 점수를 56점을 맞을 정도로 학업적인 능력에는 떨어진다.
```